# 普卢伊西
普卢伊西（法語：Plouisy，法語發音：[pluizi]）是法国阿摩尔滨海省的一个市镇，位于该省西部偏北，属于甘冈区，同时也是甘冈城市圈的一部分。

## 地理
普卢伊西（48°34'40"N, 3°11'2"W）面积23.63 平方千米，位于法国布列塔尼大區阿摩尔滨海省，该省份为法国西北部沿海省份，位于布列塔尼半岛北部，北濒大西洋英吉利海峡，西接菲尼斯泰尔省，南至莫尔比昂省，东临伊勒-维莱讷省。
与普卢伊西接壤的市镇（或旧市镇、城区）包括：格拉斯、甘岡、凯尔莫罗克、穆斯泰吕、帕比、佩代尔内克、圣洛朗、特雷格拉米斯、特雷戈诺。

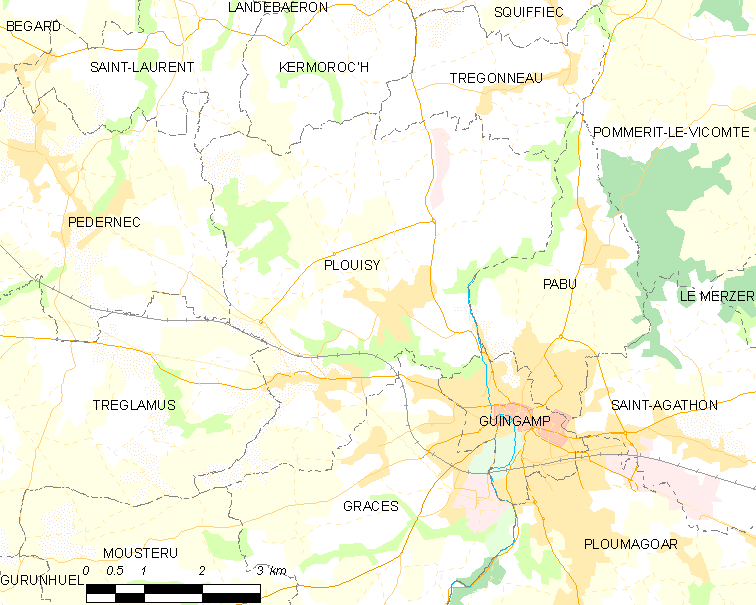
普卢伊西的OSM定位图

普卢伊西的时区为UTC+01:00、UTC+02:00（夏令时）。

## 行政
普卢伊西的邮政编码为22200，INSEE市镇编码为22223。

## 政治
普卢伊西所属的省级选区为甘冈县。

## 人口

1962-2008年间普卢伊西人口变化图示

普卢伊西于2022年1月1日时的人口数量为2013人。